# مدرسة الموهوبين والمتفوقين (تكساس)
مدرسة الموهوبين والمتفوقين (TAG)هي مدرسة ثانوية عامة إعدادية للكلية تقع في منطقة أوك كليف في دالاس ، تكساس. تسجل المدرسة الطلاب في الصفوف من 9 إلى 12 وهي جزء من منطقة مدارس دالاس المستقلة . وهي معروفة بالفنون الليبرالية وبرنامج التنسيب المتقدم وأسلوب التعليم المكثف. في الأعوام 2006 و2007 و2009 و2010، صنفت مجلة نيوزويك المدرسة على أنها المدرسة الثانوية العامة رقم 1 في الولايات المتحدة.     في الأعوام 2012 و2013 و2014 و2015 و2016، صنفت مجلة يو اس نيوز أند وورد ريبورت المدرسة الثانوية العامة رقم 1 في الولايات المتحدة.  
في عام 2015، حصلت المدرسة على تصنيف "نظام تصنيف المساءلة لعالم التعليم" من قبل وكالة التعليم في تكساس. 

## تاريخ
تأسّست مدرسة الموهوبين عام 1982 كجزء من أمر محكمة بإلغاء الفصل العنصري، وكان مقرّها في الأصل في غرب دالاس في حرم مدرسة إل جي بينكستون الثّانوية. تمّ تصميم مناهجها لتوفير برنامج أكاديمي شامل لخدمة الطلاب الموهوبين والمتفوقين في الصفوف من التاسع إلى الثاني عشر.
في التّسعينيات، خصّصت منطقة مدارس دالاس المستقلّة الأموال لإنشاء "مركز مغناطيسي" جديد كتجربة لتسريع التّعليم بالمدارس الثّانوية. سيضمّ هذا المركز الجذّاب ستّ مدارس مختلفة، تقدّم كل منها برامج الإعداد للكليّة وبرامج ما قبل المهنية إلى جانب التّعليم الأكاديمي القوي. انتقلت مدرسة الموهوبين، إلى جانب خمس مدارس أخرى، إلى مركز إويل تاون ماغنت الجديد في خريف عام 1995. في البداية، تمّ تعليم طلاب المدرسة جنبًا إلى جنب مع الطلاب في مدارس ماغنت الأخرى، وتم تخفيض تعليمات المدرسة من سبعة فصول إلى ثلاثة، ومعلمي المدرسة من ثلاثة عشر إلى أربعة.  بعد احتجاج المدرسة الذي شمل الالتماسات والرسائل الموجهة إلى الصحيفة ومناشدات مجلس إدارة المدرسة والانسحابات، مُنحت TAG عددًا متزايدًا من الفصول المستقلة وإذنًا بأن يكون لها طاقم تدريس خاص بها متخصص في تعليم الطلاب الموهوبين والمتفوقي.

## حرم الجامعة

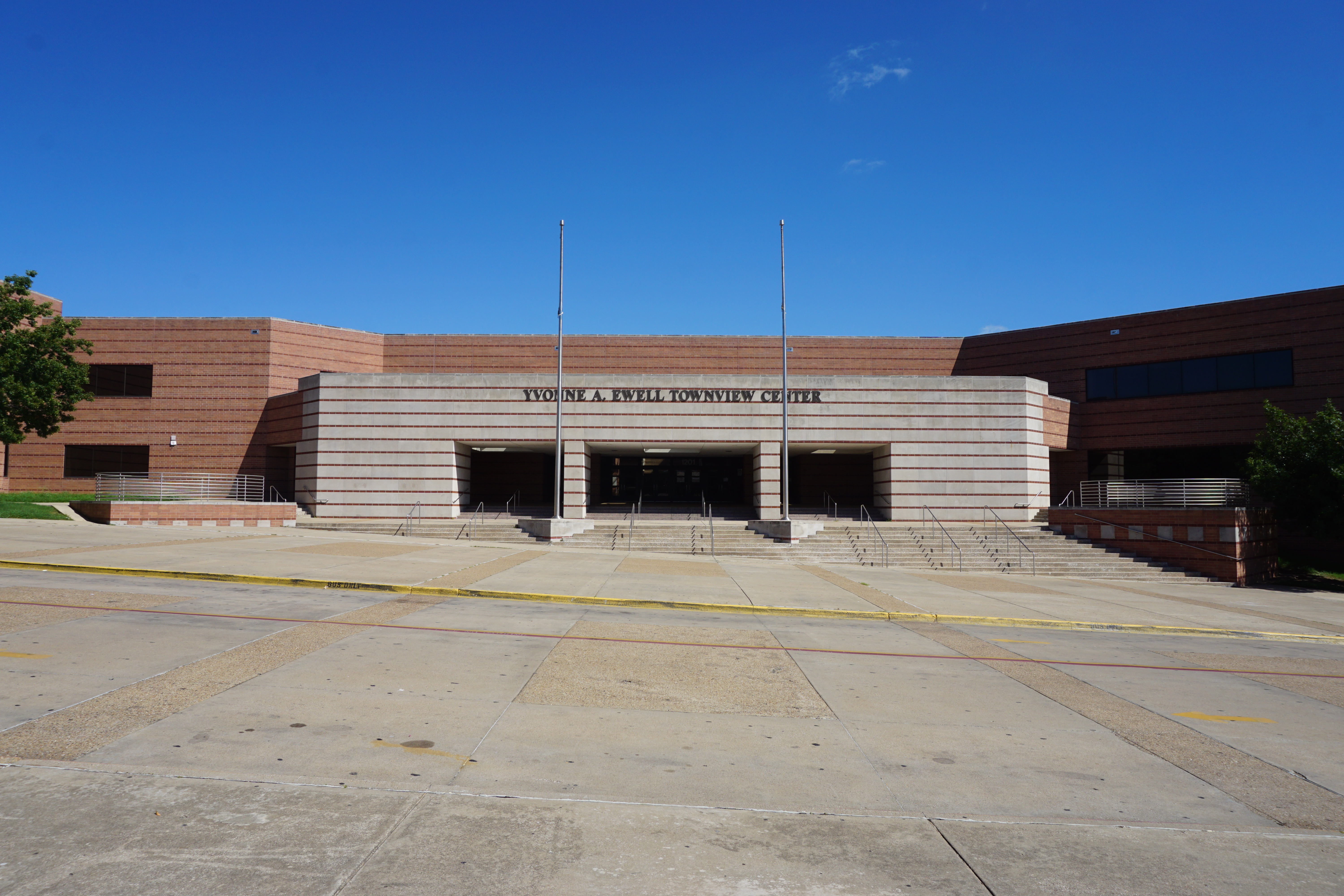
مركز إيويل تاون ماغنت الذي يضم هذه المدرسة

تقع مدرسة الموهوبين والمتفوقين في القسم الجنوبي بالطابق الثالث من مركز إيويل تاون ماغنت.

## طلاب
خلال فصل الرّبيع، تبدأ عمليّة الفحص لوضع الطّلاب الوافدين الّذين تمّ اختيارهم من جميع أنحاء منطقة مدارس دالاس المستقلة في TAG للعام التّالي. يتمّ استخدام منهج دراسة الحالة من قبل لجنة الفحص، الّتي تتكون من مدير المدرسة والمستشار والمعلمين وممثلي المجتمع. يتم استخدام معايير تعريف متعددة في عملية الفحص بما في ذلك النّصوص الأكاديمية، ودرجات TAKS / ITBS، والتقييم السلوكي، ومحفظة الطّلاب، والمعلومات القصصية. يتم إيلاء اهتمام دقيق للمبادئ التوجيهية المحددة مسبقًا لضمان التوازن العرقي بين الطّلاب.
في العام الدّراسي 2010-2011، كان هناك 240 طالبًا مسجّلين، ويعكس التّركيب العرقي/الإثني النّسيج المتنّوع ثقافيًا للمنطقة التّعليمية الأكبر قدر المستطاع بعد أحكام إلغاء الفصل العنصري الّتي أصدرها القاضي بيرفوت ساندرز والّتي تطلبت "برامج محسّنة لطلاب الأقليّات". وأهداف التّوظيف لأعضاء هيئة التّدريس والموظّفين الإداريين من الأقليات“. كان عدد الطّلاب 10.8% من سكان جزر آسيا والمحيط الهادئ ، و16.7% من السود ، و30.0% من ذوي الأصول الأسبانية ، و42.5% من البيض . لم يكن التركيب بين الجنسين في المدرسة يعكس المنطقة التعليمية الأكبر، حيث كان 35% بنين و65% فتيات. 
يبلغ معدل حضور الطّلاب في المدرسة 97.6% مقارنة بمتوسّط الولاية البالغ 95.5%. من بين 201 طالب في TAG 28.9% من الطّلاب بسيطين اقتصاديًا، و0% مسجّلون في التعليم الخاص، و100% مسجّلون في برامج الموهوبين والمتفوقين، و0% يعتبرون "ذوي كفاءة محدودة في اللغة الإنجليزية".
كان متوسّط أحجام الفصول في TAG هو 14.8 طالبًا للّغة الإنجليزيّة، و5.2 للغة الأجنبية، و13.7 للرّياضيات، و16.4 للعلوم، و16.8 للدراسات الاجتماعية  ولكنها زادت منذ ذلك الحين إلى حوالي 20 طالبًا.

## كلية
خلال العام الدّراسي 2006-2007، كانت هيئة التّدريس في مدرسة طلال أبوغزاله تتألف من 17 معلمًا يتمتّعون بمتوسّط 18.2 عامًا من الخبرة في التّدريس و11.9 عامًا من الخبرة في التّدريس في منطقة مدارس دالاس المستقلةDISD. من بين هؤلاء المعلّمين، 1.1% هم معلّمون مبتدئون، و18.6% لديهم 1-5 سنوات من الخبرة، و24.1% لديهم 6-10 سنوات من الخبرة، و20.6% لديهم 11-20 سنة من الخبرة، و35.6% لديهم أكثر من 20 عامًا من الخبرة. 

## مقرر
تتطلّب مدرسة الموهوبين والمتفوقون برنامج المدرسة الثّانوية المتقدّمة كما هو موضّح من قبل وكالة التعليم في تكساس (TEA) – ويسمّى هذا البرنامج برنامج الإنجاز المتميّز (DAP)، وهو أعلى برنامج تخرّج في ولاية تكساس.
ثمّ تأخذ المدرسة هذا البرنامج وتجعله أكثر صعوبة، حيث تضمن مناهج ما قبل AP وAP.

### منهج اللغة الانجليزية[14]
يأخذ طالب TAG النّموذجي اللّغة الإنجليزيّة 1 قبل AP كطالب جديد، واللّغة الإنجليزية 2 ما قبل AP كطالب في السّنة الثّانية، وAP اللغة الإنجليزية والتّأليف كطالب مبتدئ، والأدب الإنجليزي والتّأليف كطالب كبير. فرضت وكالة التّعليم في تكساس على جميع طلاب TAG في تكساس تقديم "مشروع مستوى الخروج" خلال سنتهم الأخيرة. يتطلّب هذا المشروع إيجاد مرشد في المجتمع، والبحث في المشروع وتطويره، وتقديم المشروع النّهائي إلى مجموعة من الحكّام على مستوى الولاية. يتمّ تصنيف المشاريع على مقياس من "1" إلى "5"، حيث يكون "5" هو الأعلى. يجب أن يحصل الطّالب على درجة "3" أو أعلى للتّخرج مع مصادقة "TAG" على شهادته. دورة اللّغة الإنجليزية للدراسة المستقلّة في TAG هي مشروع على مستوى نهاية المشروع. بالإضافة إلى المقررات المطلوبة، يمكن للطلاب اختيار المواد الاختيارية التّالية: المناظرة والعلوم الإنسانية (الدراسات العالمية/الفلسفة).
نظرًا لوجود عمليّة اختيار تستخدم للحصول على القبول في مدرسة TAG؛ وبما أنّ أحد تعريفات طالب TAG هو درجة قراءة وطنيّة تبلغ "80" أو أعلى، فإنّ المدرسة ليس لديها طلّاب يقرؤون أقل من مستوى الصّف الدّراسي. ومع ذلك، نظرًا لأن TAG تتطلّب دورة AP (AP الجغرافيا البشرية) كطالب جديد، فإنّ المدرسة لديها طلّاب لا يقرؤون جيدًا بما يكفي للتّعامل مع دورة على مستوى الكليّة في السّنة الأولى من المدرسة الثانوية. تتمّ إحالة هؤلاء الطلاب إلى فريق دعم الطّلاب (SST) للمراجعة. يؤدي هذا إلى عقد مؤتمر بين أولياء الأمور والمعلمين والطّلاب يحضره كل من المستشار والمدير. يوافق ولي الأمر والطّالب والمعلّم على العمل معًا للتحقق من التّقدم المحرز من خلال التّدريس قبل المدرسة وبعدها. في بعض الحالات، يتم تعيين مشاريع إضافية لتحسين مهارات القراءة.

### منهج الرياضيات[15]
نظرًا لأن عمليّة القبول في TAG اختيارية- أحد تعريفات طالب TAG هو الحصول على درجة الرّياضيات الوطنيّة "82" أو أعلى - يدخل طالب TAG إلى المدرسة وقد درس الجبر بالفعل.
عادةً ما يأخذ غالبية طلّاب الفصل الهندسة في سنتهم الأولى. ونتيجة لذلك، يأخذ الطّلاب مادة الجبر 2 ما قبل AP كطلّاب في السّنة الثّانية، وحساب التّفاضل والتّكامل وإحصائيات AP كطلّاب صغار، و AP حساب التفاضل والتكامل AB كطلّاب كبار. الطّلاب الّذين يدخلون المدرسة دون اعتمادات الجبر 1 سوف يأخذون كلاً من الجبر 1 والهندسة ما قبل AP كطالب جديد ثمّ يتّبعون المسار المذكور أعلاه حتى سنتهم الأخيرة. إذا بدأ الطّالب الّذي حصل على كل من الجبر الأول والهندسة في الصّفين السّابع والثّامن منهج الرّياضيات في TAG مع الجبر II، فسيستمر في دراسة ما قبل حساب التّفاضل والتّكامل كطالب في السّنة الثّانية، وAP Calculus AB و AP Statistics كطالب مبتدئ، و AP حساب التفاضل والتكامل باعتباره أحد الكبار.
يختار الطلّاب الآخرون "المسار السّريع" لدورات الرّياضيات الخاصّة بهم مع أخذ الجبر2 Pre-AP وPre-التفاضل والتكامل Pre-AP كطلاب في السّنة الثّانية ممّا يسمح لهم بأخذ AP تفاضل وتكامل BC كطلاب كبار. تسمح المدرسة لهؤلاء الطلاب المتقدّمين بأخذ مادة اختياريّة تسمى الدّراسة المستقلة في الرياضيات، والتي تدرس نظرية الأعداد والجبر الخطي، بالإضافة إلى موضوعات أخرى سيواجهونها على المستوى الجامعي.

## الجوائز
- تم تصنيف TAG على أنها المدرسة الثانوية رقم 1 في الولايات المتحدة في عام 2006 من قبل مؤشر تحدي جاي ماثيوز التابع لمجلة نيوزويك . ظهر الطالبان ديفان إيرل وتشيلسي جونز على غلاف الدّورية. في عام 2007، احتفظت المجموعة بالمركز الأول، ثمّ انتقلت إلى المركز الثاني في عام 2008 ثم عادت إلى المركز الأول في عام 2009. لقد كان مرّة أخرى رقم 1 في عام 2010.[16] [17] [18] [19]

- يتم تصنيف TAG باستمرار كأفضل مدرسة ثانوية عامّة في دالاس من قبل مجلة D.
- تُصنف مجلة تكساس الشهرية مدرسة TAG كواحدة من أفضل 25 مدرسة في تكساس.[20]
- TAG هي مدرسة NCLB بلو ريبين [الإنجليزية]. [21]
- تم تصنيفه على أنه "مثالي" من قبل وكالة التعليم في تكساس كل عام منذ بداية البرنامج.
- جائزة الشرف من ائتلاف تكساس للأعمال والتعليم في الأعوام 2004 و2006 و2007. [22] [23]

- أبطال الدوري الجامعي بين المدارس (UIL) للمنطقة 9-AAAAA في عامي 2004 و2005
- حصلت TAG على المرتبة رقم 14 بين مدارس الميدالية الذهبية ورقم 3 بين المدارس الجذابة في تصنيف يو اس نيوز أند ورد ريبورت ' 2007 لأفضل المدارس الثّانوية في الولايات المتّحدة.[24] [25]

### جوائز المواضع المتقدمة
الجوائز التّالية هي من برنامج التّنسيب المتقدّم لمجلس الكلية .
- الاعتراف بالحصول على أعلى معدّلات النّجاح في العالم في علوم الكمبيوتر والجغرافيا البشرية للفترة 2004-2005.[26]

- احتلّت المرتبة الأولى في ولاية تكساس من حيث معدلات النجاح الإجمالية كمدرسة منذ عام 2001.
- يتم الإعلان عن اثنين من علماء ولاية AP كل عام لكل ولاية، وحصلت TAG على كليهما في عام 2002، وواحد في عام 2004، وواحد في عام 2005 وواحد في عام 2007. [27] [28] [29] تم إيقاف جائزة سكولار الدولية AP مؤخرًا. [30]

- حصل على لقب "الرائد العالمي" للمشاركة والأداء في اختبارات تاريخ الفن وعلوم الكمبيوتر والجغرافيا البشرية للفترة 2003-2004.[31]

### جوائز الطلاب
- في عام 2006، حصلت TAG على فائزين بمنحة الاستحقاق الوطني، حيث حصل أحدهما على منحة الإنجاز للطلاب السود المتفوقين وحصل الآخر على منحة الاستحقاق الوطني بقيمة 2500 دولار. [32]

- في عام 2004، فاز أحد طلاب TAG بمنحة توم لوس للتعيين المتقدم على مستوى الولاية، وهي جائزة قدرها 5000 دولار تُمنح مرة واحدة سنويًا. [33]

- في عام 2002، حصل أحد طلاب TAG على منحة الاستحقاق الوطنية، ومنحة الاستحقاق لمؤسسة أودونيل. [34]

### جوائز أعضاء هيئة التدريس
- في عام 2007، حصل روبرت ج. مارتن، مدرس علوم الكمبيوتر، على جائزة مؤسسة تكساس إنسترومنتس للابتكارات في العلوم والتكنولوجيا والهندسة وتدريس الرياضيات. [35]

- في عام 2008، حصلت ريبيكا ماكجوان جنسن، الحاصلة على دكتوراه ومعلمة الفيزياء والإحصاء، على جائزة تيتان المستقبلية من مستوى المدرسة التيتانية Tech Titan of the Future High School Level من مجلس أعمال تكنولوجيا متروبليكس. [36]

## التقاليد
تلعب التقاليد دورًا رئيسيًّا في روح المدرسة، كجزء لا يتجزأ من بيئة TAG. هناك العديد من التّقاليد في منطقة جذب الموهوبين والمتفوقين، بعضها تقاليد طلابية، مثل الفنون أسبوعيا وسجل الصور، وبعضها تقاليد مدرسية مثل TAG-IT وTREK وTAG المنتدى.

### سجل الصور
سجل الصور هو تقليد سنوي يقوم فيه طلاب الصّف الأوّل بشكل جماعي بتجميع سجل صور من الأحداث على مدار العام، وقبل التّخرج، ينشرون نسخة لجميع الطّلاب الكبار ويبيعون نسخًا لأيّ طالب من الطّبقة الدّنيا يريد ذلك. يعد سجل الصور رسميًا منشورًا جماعيًا لأعضاء الصّف الأوّل ويعبر عن آرائهم وذكرياتهم عن المدرسة. لم تتم الموافقة عليه رسميًا من قبل المدرسة.

### مجلةإنكلينجالأدبية
إنكلينج هو منشور شهري يعرض مقالات الطّلاب الافتتاحية والمراجعات والشعر والقصص الخياليّة العامّة. وهي أيضًا المجلة الوحيدة التّابعة للمدرسة الّتي تنشر بانتظام، وذلك بعد النّشر المنتظم لمجلّة TAG في التسعينيات.

### منتدى TAG-IT وTREK وTAG
TAG-IT وTREK وTAG منتديات عبارة عن ثلاث ندوات متعدّدة التّخصصات لجميع المدارس. TAG TREK هي رحلة ميدانية خارج الحرم الجامعي مدّتها ثلاثة أيّام. TAG-IT عبارة عن تمرين منهجي لمدّة يومين لعروض الدّورات الخاصّة داخل الحرم الجامعي وخارجه. منتدى TAG هو عبارة عن يوم واحد من العروض التّقديمية الّتي يقدّمها خبراء في مختلف المجالات الّتي تهمّ الطّلاب.

## نشاطات خارجية

### جمعيات الشرف الأكاديمية
جمعية ثيسبيان الدّولية، موألفا ثيتا، جمعية الشّرف الوطنية، جمعية الشّرف الوطنية الإنجليزية، جمعية الشّرف الوطنية الإسبانية، وجمعية الشّرف الوطنية للعلوم.

### مسابقات UIL
يشارك الطّلاب في TAG في العديد من المسابقات الّتي ترعاها الجامعة بين المدارس (UIL)، بما في ذلك:
المحاسبة، تطبيقات الآلة الحاسبة، تطبيقات الكمبيوتر، علوم الكمبيوتر، مناظرة الامتحانات المتقاطعة، الأحداث والقضايا الحالية، الكتابة التّحريرية، الخطاب الإعلامي الارتجالي، الخطاب المقنع الارتجالي، كتابة المقالات، كتابة العناوين الرّئيسية، مناظرة لينكولن-دوغلاس، النّقد الأدبي، الرّياضيات ، كتابة الأخبار، الإحساس بالأرقام، اللعب بفصل واحد، تفسير الشعر، تفسير النثر، الكتابة الجاهزة، العلوم ، الدراسات الاجتماعية، العزف الفردي والجماعي (فرقة، جوقة، وأوركسترا)، التّهجئة والمفردات.

### الأندية والمنظمات
تضم مدرسة TAG أيضًا العديد من النّوادي والمنظمات التي تديرها الطلاب والمدارس بما في ذلك:
العشاري الأكاديمي، خيال الوجهة، أولمبياد الرّياضيات، المحاكمة الصّورية، الرّوبوتات، المعرض العلمي، مسابقات، الباليه الفلكلوريكو، نادي الشّطرنج، نادي اختراق الضّاحية، رابطة دالاس لمهندسي الأقليات (DAME)، الرّقص الألماني ، ولاية أمريكا الصّغيرة (JSA)، منتدى الطّلاب الأمريكيين (PASF)، مجلس الطّلاب، طلّّاب ضد الإساءة العالمية (SAGA)، نموذج منطقة تكساس للدّول الأمريكية (TAMOAS)، رابطة تكساس لمعلّمي المستقبل (TAFE)، شباب من أجل التّحسين العالمي (YGI).

## روابط خارجية
- الصفحة الرئيسية لمدرسة الموهوبين والموهوبين
- صفحة ويب DISD لـ TAG
- صفحة ويب المدارس الكبرى لـ TAG